# Tegra 4
NVIDIA Tegra 4 (кодовое название — NVIDIA Wayne) — четвёртое поколение системы на кристалле семейства NVIDIA Tegra, разработанного американской компанией NVIDIA для коммуникаторов, планшетов, смартбуков, игровых консолей и других устройств.
Чип включает в себя четырёхъядерный процессор ARM Cortex-A15 с максимальной частотой 1,9 ГГц, пятое ядро-компаньон с максимальной частотой 500 МГц, 72-ядерный видеоускоритель NVIDIA GeForce ULP с поддержкой 3D-Стерео изображения, а также двухканальный контроллер памяти.
Согласно заявлениям NVIDIA, видеочип Tegra 4 в шесть раз быстрее чипа, интегрированного в Tegra 3, и в двадцать раз производительнее Tegra 2.
Первыми устройствами на этой платформе стала мобильная игровая консоль NVIDIA Shield (выпуск которой намечен на август 2013 года), планшет Vizio Tab 3010, продемонстрированные на выставке CES 2013, а также линейка планшетов WEXLER.TERRA, включающая в себя модели с экранами 7 и 10,1 дюйма.